# Brekovo
Brekovo (en serbe cyrillique : Бреково) est un village de Serbie situé dans la municipalité d'Arilje, district de Zlatibor. Au recensement de 2011, il comptait 493 habitants.

## Histoire
L'église Saint-Nicolas de Brekovo, classée sur la liste des monuments culturels de Serbie, a été construite au XIIIe siècle et entièrement rénovée entre 1575 et 1625,.

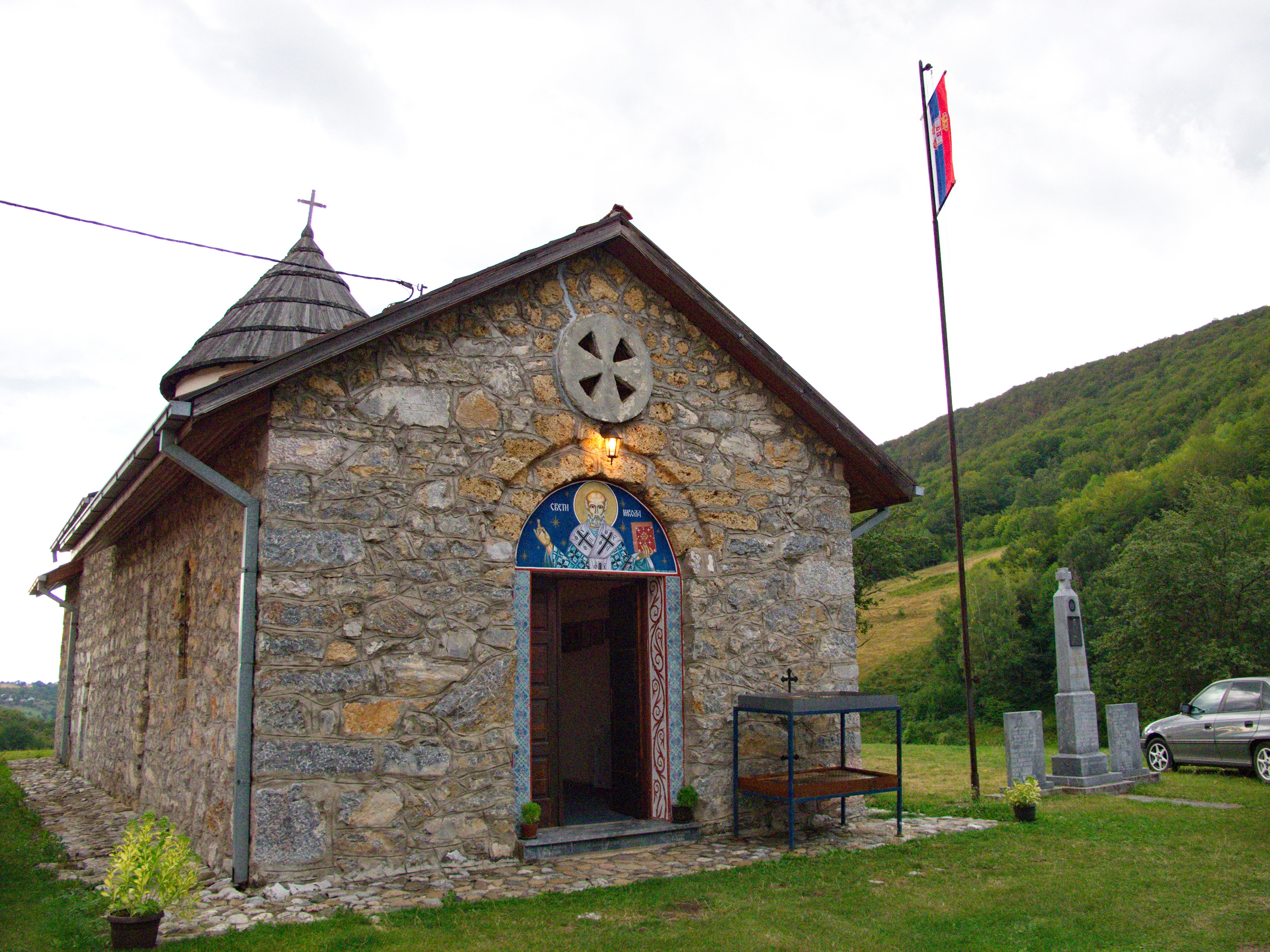
L'église Saint-Nicolas de Brekovo

## Démographie

### Évolution historique de la population
| 1948  | 1953  | 1961  | 1971  | 1981 | 1991 | 2002 | 2011 |
| ----- | ----- | ----- | ----- | ---- | ---- | ---- | ---- |
| 1 377 | 1 443 | 1 422 | 1 204 | 992  | 829  | 671  | 493  |

|  |

## Culture
Brekovo possède un Musée local d'ethnologie (Zavičajni etnološki muzej) fondé en 1980 par Mihailo Gavrilović dans sa propre maison ; il présente des pièces de monnaie, des ustensiles de cuisine, des outils de l'artisanat et de l'agriculture traditionnels, ainsi que des souvenirs de la guerre de Javor (1876)